# Дригс
Дригс (на английски: Driggs) е град в окръг Титон, щата Айдахо, САЩ. Дригс е с население от 1100 жители (2000) и обща площ от 2,7 km². Намира се на 1862 m надморска височина. ЗИП кодът му е 83422, а телефонният му код е 208.